# Tobias regius
Tobias regius là một loài nhện trong họ Thomisidae.
Loài này thuộc chi Tobias. Tobias regius được miêu tả năm 1955 bởi Birabén.